# Jelena Mesar
Jelena Mesar (Bjelovar, 1979.), hrvatska je kazališna, televizijska i filmska glumica. Najpoznatija po ulozi odvjetnice Barbare Gabrić u seriji Sudnica.

## Životopis
Rođena je u Bjelovaru 1979. godine. Nakon Prirodoslovno-matematičke gimnazije, Osnovne muzičke škole (klavir) i Pravnog fakulteta u Zagrebu, diplomirala na Poslijediplomskom studiju Gluma, mediji, kultura u klasi prof. Rade Šerbedžije. U kazalištu i na radiju nastupa od predškolskog uzrasta.
Polazi niz radionica renomiranih dramskih umjetnika, među kojima su Ognjen Sviličić, Ranko Zidarić, Andrej i Janez Vajevec. Na studiju Gluma, mediji, kultura dvije godine intenzivno se bavi Lessac metodom glasa.
Ostvarene uloge u predstavama u sklopu studija: Kos (Ptice, Aristofan, u režiji L. Udovički i R. Šerbedžije), Ofelija i Guildenstern (Rosenkrantz i Guildenstern su..Hamlet je.., T. Stoppard, W. Shakespeare, u režiji R. Šerbedžije i L. Udovički), Solange (Sluškinje, J. Genete, u režiji Staše Zurovca). Film: Oktolog, Karpo Aćimović Godina. U televizijskoj seriji Sudnica igrala je ulogu odvjetnice Barbare Gabrić.
Članica je Bacača Sjenki od 2016. godine, s kojima ostvaruje projekt Brujanje grada. Govori engleski i služi se talijanskim jezikom.

## Filmografija

### Televizijske uloge
- "Sudnica" kao Barbara Gabrić (2006.)
- "Večera za 5" kao natjecateljica (2007.)
- "Zlatni dvori" kao Nerina majka (2017.)
- "Rat prije rata" kao Ivana Baričević (2018.)
- "Drugo ime ljubavi" kao medicinska sestra (2019.)

### Filmske uloge
- "Minute" kao Marina (2015.)

## Vanjske poveznice
- Jelena Mesar u internetskoj bazi filmova IMDb-u (engl.)